# Ремско јеванђеље
Ремско еванђеље (фр. Texte du Sacre) је црквенословенски рукопис пергамента. Састоји се од два дела, од којих су 32 странице написани ћирилицом, а преостала 62 — глагољицом. Прво садржи свечана читања еванђеља по православном пропису. Други део садржи апостолске поруке и свечане паремије према католичком обреду, а написане су 1395. године на хрватском (угластом) глагољицом монаси Емауског манастира, основаног у Прагу 1347. године као католичког самостана са богослужјем на славенском. На крају одељка глагољице налази се кратка белешка да је ћирилски део Еванђеља написао Свети Прокопија Сазавски. Ремско јеванђеље вековима је познато да је коришћено за крунисање француских краљева. Кад су положили заклетву, положили су руку на древну црквену књигу са прелепим плаштом у који су биле уметнуте реликвије. Ово је вероватно разлог зашто је овај рукопис био омиљен у коронацијама јер је био украшен и исписан. Током Француске револуције, пљачкане ограде из такозваног Ремског еванђеља су пљачкане, али било је и дрвених плашта прекривених црвеном кожом. Данас се рукопис чува у трезору библиотеке у Ремсу и дозвољен је само у изузетним случајевима.
У 21. веку, истраживања језика показују да је текст овог еванђеља старобугарски.

## Види jош
- Тројезична хереза